# Телерадіотрансляція
Трансляція — у теле- та радіокомунікаціях означає створення та передачу інформації, наприклад телешоу, музики, у формі радіо хвиль чи цифрових сигналів. Для трансляції використовують супутники, кабельні мережі та ефірну трансляцію, через які сигнал потрапляє на приймачі слухачів або глядачів.
Трансляція може бути таких видів:
1. телетрансляція, наприклад трансляція телепрограм;
2. радіотрансляція, наприклад трансляція радіопередач;
3. онлайн-трансляція чи вебкастинг (англійською частіше зустрічається як англ. webcasting), коли аудіо чи відео транслюється через інтернет.

В українському законодавстві розрізняють поняття телерадіомовлення та трансляції.
Перше — це створення і розповсюдження програм з використанням технічних засобів телекомунікацій для публічного приймання за допомогою побутових теле- та радіо приладів на платній чи безплатній основі.
Друге — це початкова передача, яка здійснюється наземними передавачами, за допомогою кабельного телебачення або супутниками будь-якого типу в кодованому або відкритому вигляді телевізійних чи радіо програм, що приймаються населенням.